# Ángel Ciriaco
Ciriaco Ortiz (5 de agosto de 1905-9 de julio de 1970) cuyo nombre completo era Ángel Ciriaco Ortiz y tenía el apodo de Ciriaquito, fue un conocido bandoneonista y compositor de tangos argentino, entre cuyas composiciones se destacan Atenti pebeta,  No me preguntes nada.

## Su vida
Hijo de Ciriaco Ortiz quien era también bandoneonista. 
Se crio en un ambiente del boliche “Don Ciriaco”, propiedad de su padre, ubicado en la Ciudad de Córdoba. Comenzó su profesión de músico en las romerías españolas, en los carnavales, en diferentes bares para luego emigrar a Buenos Aires.

## Su obra
En noviembre de 1925 se creó la discográfica RCA Victor y Ciriaco fue llamado para integrarla junto a su propio elenco orquestal.
En 1927 en la Radio Cultura da comienzo a su actividad radial que luego continua en Radio El Mundo, donde permanece veinte años.

De este forma constituyó su primer orquesta: Eliseo Ruiz, en piano, Marcos Larrosa y Juan Ríos, en violines y Nicolás Di Massi, en el segundo bandoneón. El gran debut se hizo en el cine Goumont, extendiéndose las presentaciones hasta 1931.
Los Provincianos, su segunda orquesta, la compusieron grandes figuras como Aníbal Troilo y Horacio Molino (bandoneones), Elvino Vardaro y Manuel Núñez (violines), Orlando Carabelli (piano) y Manfredo Liberatore (bajo).
En 1927 se presentó por primera vez en radiotelefonía en los programas de Radio Cultura, formando parte de un trío con las guitarras de Spina y Menéndez, dos años después realizaron la primera versión del tema Rancho Viejo para la discográfica Víctor.
Colaboró luego en el sexteto de Vardaro-Pugliese en 1931.
En el año 1932 se conoció su primera obra como compositor con letra de Celedonio Flores: Atenti pebeta.
En 1969 inauguró el local El Viejo Almacén interpretando los tangos Nena, Sueños, Lobo, No me preguntes nada, Otros tiempos, Cuando estés muy lejos, Luz, Llora, entre otros. En 1937 participa en la película Así es el tango dirigida por Eduardo Morera.
El 9 de julio de 1970 fallece. Los compositores Di Bello y Oserín le dedicaron el tango, “A Ciriaco Ortiz”.

## Composiciones musicales
- Nena
- Sueños
- Lobo
- Atenti pebeta
- Cuando estes muy lejos
- Luz
- Llora
- Viaje a Argüello